# 朱栄
朱 栄（しゅ えい、1359年 - 1425年）は、明代の軍人。字は仲華。本貫は沂州臨沂県。

## 生涯
朱原と施氏のあいだの子として生まれた。1381年（洪武14年）、総旗として西平侯沐英の雲南遠征に参加した。1389年（洪武22年）、大寧前衛左所副千戸となった。1399年（建文元年）、大寧を守り、燕王朱棣に降った。大寧前衛指揮僉事に進んだ。鄭村で戦い、九門を奪取すると、都指揮僉事に進んだ。1400年（建文2年）、蔚州・大同を攻め、白溝河や済南で戦い、都指揮同知となった。滄州・東昌を攻め落とした。12月、孫霖が5000人を率いて滑口に陣営を置くと、朱栄はこれを襲撃して破った。1401年（建文3年）、夾河・藁城で戦って勝利し、都指揮使に進んだ。8月、定州を包囲した。1402年（建文4年）、東平・汶上・肥河を攻略した。小河・霊璧・泗州で戦い、淮河を渡り、盱眙を攻め落とし、揚州を下した。6月、長江を渡り、南京に入城した。9月、左軍都督僉事に任じられた。
1406年（永楽4年）、朱栄は新城侯張輔に従ってベトナムに遠征した。鶏陵関を破り、沐晟と白鶴で合流した。張輔らが嘉林江の上流で軍を渡河させる作戦を決めると、朱栄は下流に陣を築き、数を日増しにして胡朝の軍を惑わせた。さらに舟や筏を作って下流からの渡河を企図しているように見せかけ、敵を牽制した。胡朝の軍は兵を分けて嘉林江を渡り、朱栄らはこれを撃退した。明軍は進軍して多邦城を攻め落とし、朱栄の功は多とされた。1408年（永楽6年）、論功により右都督に抜擢された。1409年（永楽7年）、朱栄は張輔に従って胡朝の残党を討ち、平定した。
1410年（永楽8年）、朱栄は永楽帝（朱棣）の第一次漠北遠征に従い、右掖を率いてアルクタイを攻撃し、劉栄とともに左都督に進んだ。1414年（永楽12年）、永楽帝の第二次漠北遠征に従い、劉栄とともに先鋒をつとめた。その冬、総兵官となり、大同に駐屯した。忙牛嶺・兎毛河・赤山・楡楊口・来勝の諸城を修築した。1417年（永楽15年）、北京に召還された。
1420年（永楽18年）5月、朱栄は劉栄に代わって遼東に駐屯した。1422年（永楽20年）、永楽帝の第三次漠北遠征に従い、先鋒をつとめた。5000騎を率いて鵰鶚に駐屯し、敵を偵察した。7月、永楽帝の本隊が玉沙泉に宿営すると、朱栄は精鋭の士300人を率い、1人あたり3頭の馬をあてがい、20日分の食糧を携行して敵地に深入りした。アルクタイがすでに家畜を捨てて北方に逃走していたため、朱栄は遺棄された家畜を鹵獲し、敵の輜重を焼いた。軍を転進させてウリャンカイを撃破した。9月、凱旋すると、武進伯に封じられた。12月、遼東に帰った。1424年（永楽22年）4月、永楽帝の第五次漠北遠征に従った。8月、遼東に帰った。1425年（洪熙元年）2月、遼東に駐屯したまま、征虜前将軍の印を受けた。7月30日、遼東で死去した。享年は67。武進侯に追封された。諡は忠靖といった。

## 子女
- 朱冕（後嗣、武進伯）
- 朱黻
- 朱杲
- 朱昇
- 朱昌
- 朱昱